# Creatonotos vacillans
Creatonotos vacillans là một loài bướm đêm thuộc phân họ Arctiinae, họ Erebidae.